# 五龙镇 (林州市)
五龙镇，是中华人民共和国河南省安陽市林州市下辖的一个乡镇级行政单位。

## 行政区划
五龙镇下辖以下地区：
丰峪村、上庄村、泽下村、文峪村、河头村、罗圈村、城峪村、岭后村、荷花村、渔村、合脉掌村、碾上村、长坡村、南沃村、西蒋村、岭南村、桑峪村、马兰村、石阵村、栗家凹村、牛家岗村、陈家岗村、薛家岗村、石官村、阳和村和七峪村。